# بسباسة
بسباسة مغنية كانت على عهد عبد الملك بن مروان، وكانت تغني بشعر لعلقمة بن عبدة، ومن ذلك: